# Респіратор PAPR
Моторизований респіратор для очищення повітря, (англ. Powered air-purifying respirator, PAPR) — це різновид засобів особистого захисту, які використовуються для убезпечення працівників від забрудненого повітря.

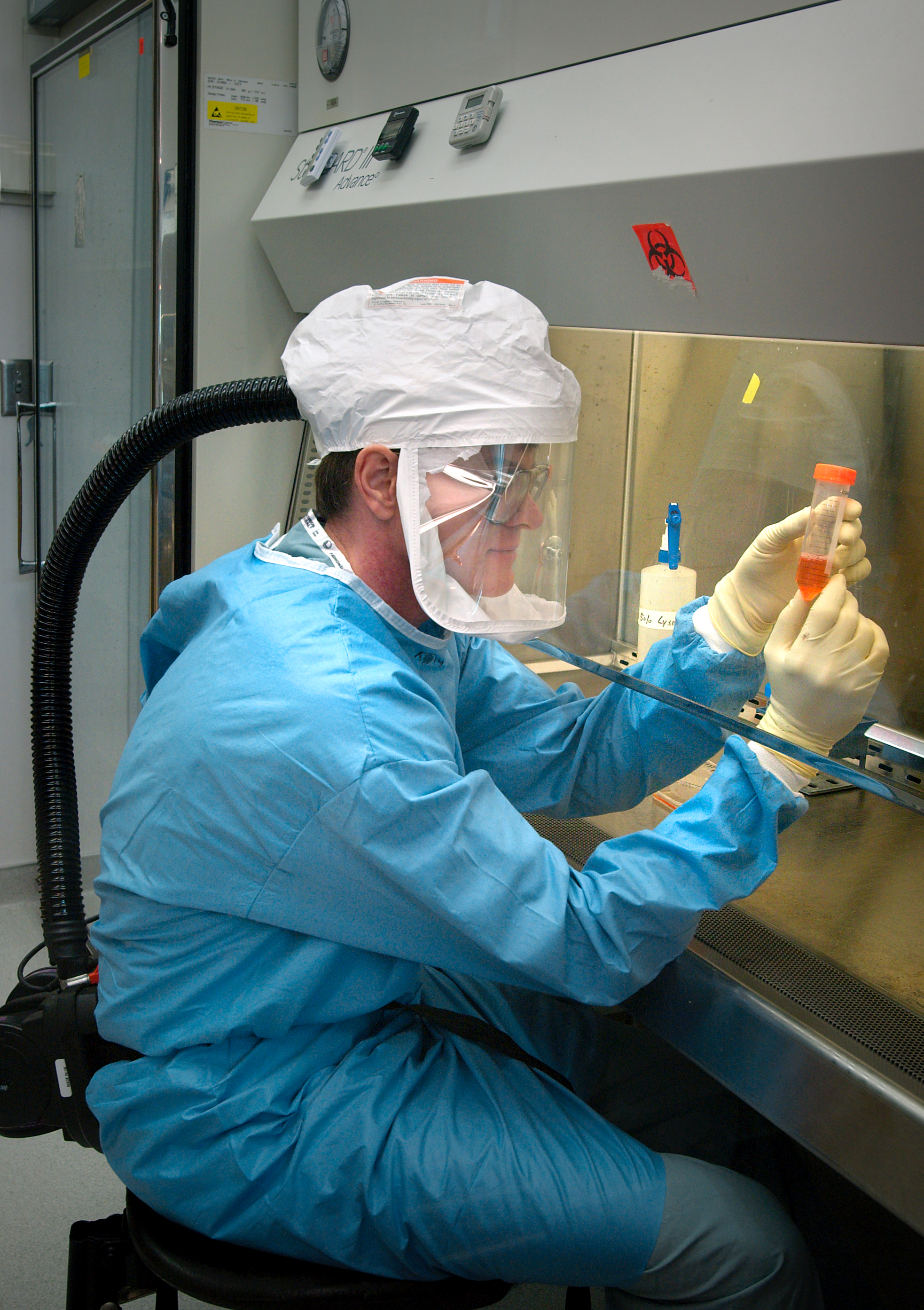
Робота з ортоміксовірусами в лабораторії «BSL-3», в тому числі PAPR з повно-лицьовою маскою та бокс біобезпеки (BSC)

PAPR складаються з респіратора у вигляді каптура або повно-лицьової маски з допоміжним пристроєм, який забирає навколишнє повітря, засмічене одним або кількома видами забруднень чи збудників, примусово видаляє достатню частку цих небезпек, а потім доправляє чисте повітря до обличчя та / або рота користувача. PAPR інколи називають масками з надлишковим тиском, вентиляторами повітря або просто повітродувками.

## Опис
Існують різні види респіраторів PAPR для відмінних робочих середовищ. Незалежно від типу, PAPR складається з (1) головного убору (маска або каптур), (2) вентилятора з електродвигуном, який подає повітря крізь (3) фільтр (або кілька фільтрів) задля очищення та доправлення користувачу повітря для дихання та (4) акумулятор або інше джерело живлення. Маска може бути жорсткою і щільно прилеглою до обличчя, або гнучкою і вільно прилеглою. (Перша забезпечує більш високий рівень захисту, але менш зручна у користуванні.) Вентилятор, фільтр та блок живлення, які користувач може вільно носити біля себе, часто закріплюються ременем навколо талії. До того ж, в певних пристроях, повітря може подаватися користувачеві крізь довгу трубку, тоді як вентилятори та фільтри розташовуються віддалено.

## Фільтри

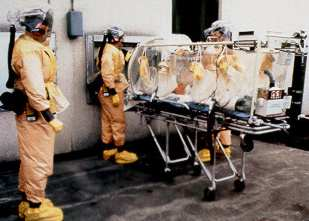
Костюми Racal, що застосовуються (із захисними комбінезонами та пінетками) AIT в USAMRIID, MD Ft Detrick

Тип фільтра, вміщеного в PAPR, повинен відповідати забруднювачам, які потрібно видалити. Деякі респіратори призначено для видалення дрібних твердих частинок, як-от пил, що утворюється під час різних деревообробних процесів. У разі використання PAPR з високоефективними фільтрами для твердих частинок (HEPA), будуть вилучатися повітряні частинки, котрі містять збудники хвороб (віруси, бактерії) розміром менше 5 мкм. (PAPR здебільшого, потрібні працівникам лабораторій у приміщеннях BSL-3, а іноді і BSL-2.) Якщо вони використовуються в поєднанні з правильними фільтрами, PAPR підходять для роботи з летючими органічними сполуками, наприклад ті, котрі використовуються з багатьма фарбами призначеними для розпилення. Водночас у фільтрах, які підходять для летючих речовин, зазвичай їх фільтрувальні частини, повинні замінюватися частіше, ніж у фільтрах призначених для твердих часток. На додачу, існує деяка плутанина щодо термінології. Деяка література та користувачі називатимуть блок фільтрування твердих частинок, як пилову маску або фільтр, а потім використовують термін респіратор для позначення одиниці, яка може фільтрувати органічні розчинники.

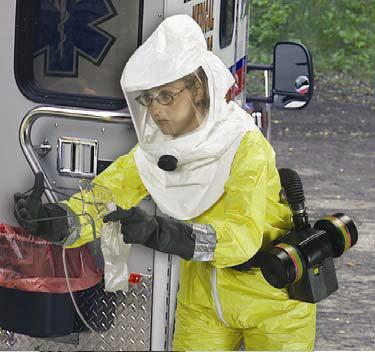
Фільтрувальний респіратор з примусовим подаванням очищеного повітря під каптур

## Приклади
Костюми Racal
Основна стаття: Костюм Racal
Комерційний продукт, відомий як костюм Racal або скафандр Racal — це переносний засіб особистого захисту, який складається з пластичного костюма та PAPR, оснащеного фільтрами HEPA, які подають відфільтроване повітря до каптура надлишкового тиску (також відомого як витяжка для костюму Racal). Команди Aeromedical Isolation Team (AIT) використовували костюми Racal, під час евакуації пацієнтів з високо-інфекційними захворюваннями для лікування.